# Jennifer Parsons
Jennifer Parsons es una actriz estadounidense que ha participado en varias obras de teatro, series de televisión y películas. 

## Carrera
Televisión
Entre sus participaciones en series de televisión actuales, la mayoría de veces ha sido actriz invitada en series como Boston Legal, The OC, Judging Amy, JAG, The West Wing, For the People, Philly (papel recurrente), NYPD Blue, The X-Files y The Jersey (recurrente). 
Películas
Entre sus proyectos cinematográficos están Dragonfly, Never Been Keesed, BoxBoarders! y Self Medicated. Otras producciones cinematográficas en las que ella ha participado son The Life Before This, A Walton Easter y Vidas desesperadas. 
Teatro
También ha estado en el South Coast Repertory como Mrs. Cratchitt en A Christmas Carol. Otras obras en SCR son, The Only Child, James & the Giant Peach, Bunnicula, Cyrano de Bergerac, Getting Frankie Married-and Afterwards, Our Town, She Stoops to Folly, The Importance of Being Earnest and Buried Child.
Otros créditos teatrales en los que ha participado son How I Learned to Drive en el San Diego Repertory y Talley's Folly en el ICT en Long Beach. En Nueva York apareció en Broadway y Off-Broadway en las obras, Quilters, Steel Magnolias, Smoke on the Mountain, Native Speech y Unchanging Love. Otros créditos regionales de teatro son, The Mark Taper Forum, Denver Center, Kennedy Center, Chicago's Royal George to The Abbey (Irlanda). 
Como miembro de la compañía en el teatro 40 se ha presentado papeles principales en Holy Days, Heartbreak House, Little Murders, Midsummer's Night Dream, The Yiddish Trojan Women, Chapter 2 y muchas otras. 

## Filmografía

### Televisión
- Stalker (2014) - Barbara James
- Longmire (2014) - Dawn Linder
- Criminal Minds: Suspect Behavior (2011) - Valerie Harrison
- Big Love (2011) - Doctora
- Bones (2009) - Rebecca Yoder
- Without a Trace (2008) - Mrs. Jenkins
- Boston Legal (2006) - Dr. Reesa Klaywig
- O.C. (2005)
- JAG (2004) - Major Hillary Clayton
- Judging Amy (2004) - Linda Dempsey
- For the People (2002)
- The West Wing (2002) - Aide
- 7th Heaven (2001) - Enfermera
- Philly (2001) - Irene
- The X Files (2001) - Nora Pearce
- The Jersey (2000-2001)
- The Steve Harvey Show (2000)
- Policías de Nueva York (2000) - Janet Webb
- Seven Days (1999) - Jessie Beechum
- Chicago Hope (1997) - Deidra
- Murder One (1997) - Mr. Pelchick
- Star Trek: Deep Space Nine (1997) - Miranda
- Saved by the Bell: The New Class (1996) - Mrs. Peterson
- Murder, She Wrote (1993/1996) - Patty / Peggy Reed
- Star Trek: Voyager (1995) - Enfermera
- Due South (1994) - Oficial #2
- Bodies of Evidence (1993) - Carol Miller
- California (1993) - Enfermera Bonecki
- The General Motors Playwrights Theater (1991) - Clara
- Equal Justice (1990-1991)
- The Bronx Zoo (1988) - Monica Sharf
- Throb (1987) - Linda Sue
- Highway to Heaven (1986-1987) - Julia Ryan / Rose
- New Love, American style (1986)
- The Twilight Zone (1985) - Úrsula Miller
- Remington Steele (1984) - Rachel
- Cutter to Houston (1983) - Ginny Bickham
- The Power of Matthew Star (1982) - Anne
- The Phoenix (1982)
- King's Crossing (1982)

### Películas
- BoxBoarders! (2007) - Lady
- Self Medicated (2005) - Mrs. Fehringer
- Dragonfly (2002) - Enfermera
- The Life Before This (1999)
- Never Been Keesed (1999) - Profesora
- A Walton Easter (1997) - Rebecca Weeks
- Mother of the Bride (1993) - Trisha
- This Child Is Mine (1985) - Leslie
- Desperate Lives (1982) - Olivia

### Teatro
- A Christmas Carol
- The Only Child
- James & the Giant Peach
- Bunnicula
- Cyrano de Bergerac
- Getting Frankie Married-and Afterwards
- Our Town
- She Stoops to Folly
- The Importance of Being Earnest
- Buried Child
- How I Learned to Drive
- Talley's Folly
- Quilters
- Steel Magnolias
- Smoke on the Mountain
- Native Speech
- Unpaching Love
- The Mark Taper Forum
- Denver Center
- Holy Days
- Heartbreak House
- Little Murders
- Midsummer's Night Dream
- The Yiddish Trojan Women
- Chapter 2